# بتمن: جوک کشنده (فیلم)
بتمن: جوک کشنده یا بتمن: شوخی کشنده (انگلیسی: Batman: The Killing Joke) یک فیلم پویانمایی در سبک ابرقهرمانی به کارگردانی سام لیو است که در سال ۲۰۱۶ منتشر شد. از صداپیشگان آن می‌توان به کوین کانروی، مارک همیل، تارا استرانگ و ری وایز اشاره کرد. فیلم‌نامه این فیلم توسط برایان آزارلو بر اساس شخصیت بتمن از دی‌سی کامیکس و رمان گرافیکی به همین نام (۱۹۸۸)، نوشته آلن مور و برایان بولاند به رشته تحریر درآمده است.

## داستان
چندین سال از همکاری بتمن و بت‌گرل می گذرد ، و شهر گاتهام سیتی در سایه امن آنها به سر می برد . اما در یکی از تاریک ترین شب ها ، بت‌گرل شاهد تحویل مدارکی توسط جیمز گوردون ، به بتمن است . پرونده برادر زاده یکی از خلافکاران که باعث خرابی بسیاری از منطقه های گاتهام سیتی می شود . پس از چندین روبرو شدن با آن خلافکار ، بت‌گرل عاشق او می شود اما در اوج احساس اش به او بتمن به او حمله می کند . او در این مبارزه به دست آن خلافکار به شدت زخمی شده و در همین حین باعث می شود بت‌گرل تمام حس عاشقی اش را نسبت به خلافکار از دست بدهد ، و متوجه شود عشق واقعی اش خود بتمن است . چند ماه از این حادثه می گذرد و جوکر از تیمارستان ارکهام فرار می کند . بتمن تمام شهر را به دنبال او می گردد و از چند نفر بازجویی می کند . در همین حین جوکر فراری به سراغ خانه جیمز گوردون رفته و بعد از اینکه باربارا گوردون در را به اشتباه روی اش باز می کند او را به ضرب یک گلوله برای همیشه قطع نخاع می کند . سپس جیمز گوردون را گروگان می گیرد . او جیمز گوردون را به یک شهربازی متروکه برده و او را مجبور به تماشای فیلم هایی مربوط به مرگ و زخمی شدن آزار اذیت دخترش می کند . بتمن به موقع می رسد و با او مبازه می کند . بعد از مبارزه تصمیم می گیرد که این دفعه با او صحبت کند . پس از صحبت اشان جوکر با تعریف کردن یک جوک باعث خنده هردوشان می شود و با خنده بتمن و جوکر آسمان شروع به باریدن می کند . فراری جوکر یک دلقک مثل زندان بود و جوکر بازگشت به گاتام می روند {{}}

## کمیک
در سال ۱۹۸۸ ماه مارس ، کمیک مصور ای با همین اسم در ایالات متحده اروپا منتشر شد . این کمیک که ژانر اکشن _ ماجراجویی داشت ، در مورد داستان همین فیلم نوشته شده بود . نویسنده این کمیک که یکی از طرافداران پر و پا قرص دی‌سی کامیکس بودند ، و چند کمیک دیگر از بتمن نوشته بودند ، در ژوئن سال ۲۰۱۸ این کمیک را بازنویسی و با تغیرات چشم گیری انتشار کرد .

## حواشی
این انیمیشن که در سال ۲۰۱۶ در آمریکا منتشر شد ، در ابتدا با محدوده سنی pg13 یا افراد بالای سیزده سال منتشر شد . اما بعد ها به دلیل گرافیک تاریک ، صحنه های خشن و حرکات نامناسب در برخی صحنه ها در نسخه بلوری با محدوده سنی pg17 یا افراد بالای هفده سال منتشر شد . به گفته برخی از والدین در مورد این که کودکان خود به تماشای این انیمیشن در سینما برده بودند ، خشونت این انیمیشن بیشتر از حد انتظار و برخی از جملات اشان نامناسب برای کودکان ۱۴ ساله بوده است .

## طرفداران
این انیمیشن با بیش ۲۴ میلیون نفر طرفدار که در سینما و بیش ۲ میلیون نفر در نسخه بلوری یکی بر طرفدار ترین انیمیشن های دی‌سی کامیکس در سال ۲۰۱۶ میلادی بوده است .

## پخش درایران
در سال های اخیر این انیمیشن در ایران به صورت دارای زیرنویس فارسی و با نام بتمن : شوخی مرگبار در اینترنت پخش شد . سپس توسط مؤسسه تصویر دنیای هنر این انیمیشن به صورت دوبله فارسی و با نام شوخی با بتمن منتشر شد .

## صداپیشگان
- کوین کانروی در نقش بروس وین / بتمن
- مارک همیل در نقش جوکر
- تارا استرانگ در نقش باربارا گوردون / بت‌گرل
- ری وایز در نقش کمیسر جیمز گوردون
- رابین اتکین داونز در نقش کارآگاه هاروی بولاک
- جان دیماجیو در نقش کارلوس فرانچسکو
- برایان جرج در نقش آلفرد پنی‌ورث
- نولان نورث در نقش میچ
- موری استرلینگ در نقش پری فرانچسکو / پاریس فرنز
- فرد تاتاسیور در نقش مالک کارناوال
- بروس تیم در نقش پلیس گشت
- کاری والگرن در نقش دختر تن‌فروش